# Cissus anisophylla
Cissus anisophylla là một loài thực vật hai lá mầm trong họ Nho. Loài này được Lombardi miêu tả khoa học đầu tiên năm 1997.